# Manuel Africano
Pour les articles homonymes, voir Africano.
 (avril 2009).
Manuel António Africano est un homme politique angolais, membre de l'UNITA et ministre de la géologie et des mines d'Angola de 2000 à 2008.

## Biographie
Manuel Africano rejoint l'UNITA en 1987 et prend part à la guerre de décolonisation. De 1988 à 1994, il est directeur de la mobilisation pour l'UNITA. Il fuit la guerre civile et se rend en France. Il y obtient un master en relations internationales à l'université de la Sorbonne et écrit un livre. Il retourne ensuite en Angola pour entrer en politique.
De 2000 à 2008, Manuel Africano est ministre de la géologie et des mines. Il s'attelle à la lutte contre le trafic illicite de diamants : sous son impulsion, un nouveau centre de triage de diamants et des mesures de sécurité ont été mises en place.
En 2006, il devient coordinateur général de l'association des producteurs de diamants africains (ADPA).
Le 28 octobre 2008, Manuel Africano devient le président du conseil de Cityview Corporation Limited.

## Ouvrages
- Unita et la 2e guerre civile angolaise, Ed. Harmattan, 1995,  (ISBN 9782738436870)